# 金杜
金杜是剛果民主共和國的城鎮，也是馬涅馬省的首府，位於剛果河畔，海拔高度約500米，距離布卡武400公里，每年平均降雨量1604毫米，城內有機場設施，人口約200,000。

## 外部連結
- Repairs to railway （页面存档备份，存于）